# Saladino Saladini Pilastri (1800-1861)
Saladino Saladini Pilastri (Cesena, 1800 – Torino, 2 giugno 1861) è stato un politico italiano.

## Biografia
Fu eletto nel 1848 come rappresentante del collegio di Ascoli al Consiglio dei Deputati dello Stato Pontificio.
Fu Deputato del Regno di Sardegna nella VII legislatura, venendo riconfermato anche nella successiva VIII legislatura del Regno d'Italia. 
Era il padre dell'omonimo senatore del Regno d'Italia.